# Antonio Musa Brassavola

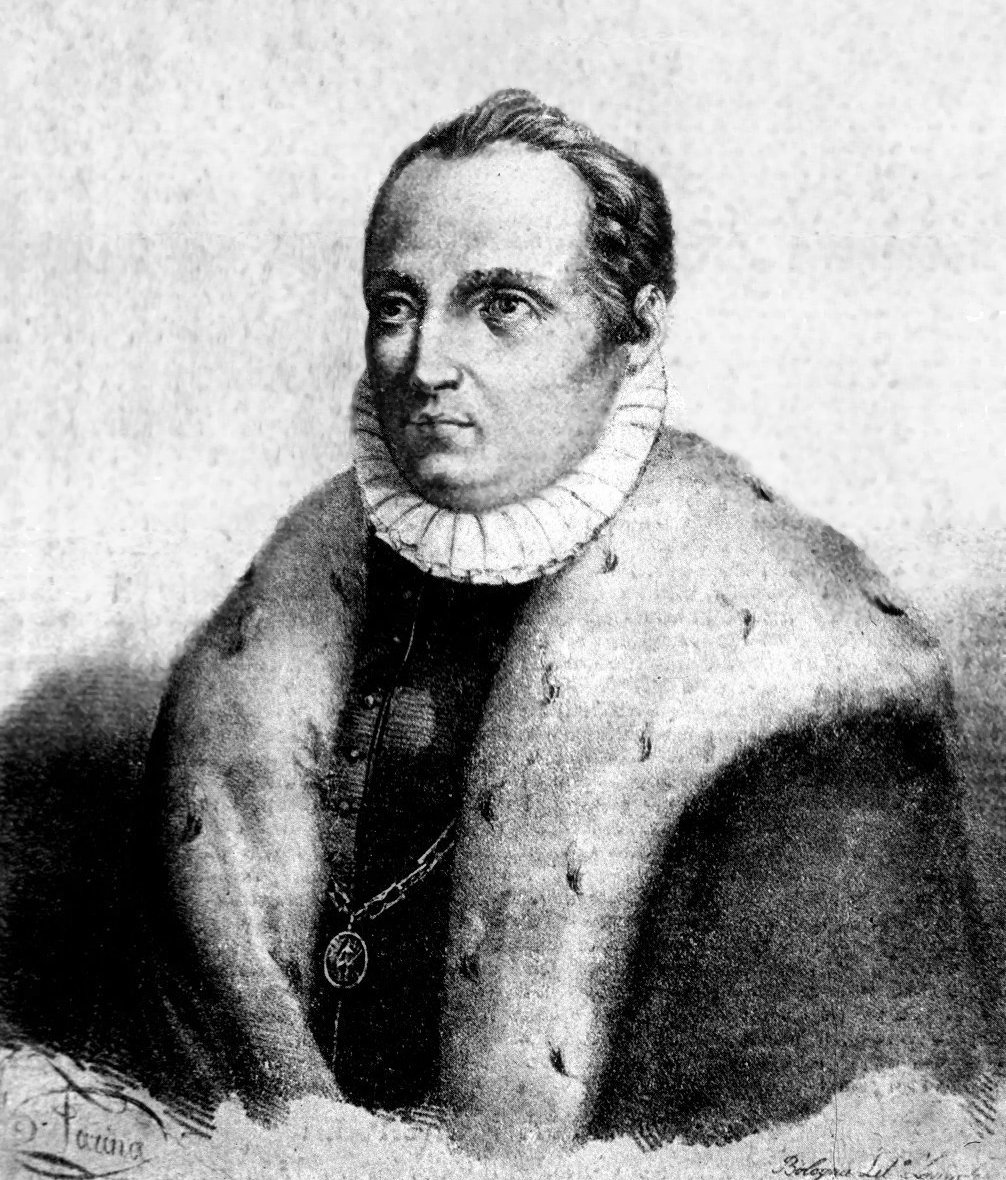

Antonio Musa Brassavola, auch Brasavola (* 16. Januar 1500 in Ferrara; † 6. Juli 1555 ebenda) war ein italienischer Arzt und Botaniker.

## Leben
Über Brassavolas Geburtsdatum gibt es unterschiedliche Aussagen. Eine Quelle nennt das Jahr 1490, andere sprechen vom 16. Januar 1500. Eine Geburt bereits im Jahr 1490 erscheint allerdings wenig wahrscheinlich. Seine Eltern, der Graf Francesco Brassavola und Margherita Maggi hatten ihn vermutlich schon von Geburt an zum Arzt bestimmt. Brassavola studierte unter Niccolò Leoniceno und Manardi und machte sich schon in jungen Jahren einen Namen sowohl in seiner Heimatstadt Ferrara, als auch in Padua und Bologna.
Mit 25 Jahren wurde er zum Leibarzt von Ercole II. d’Este ernannt, dem späteren Herzog von Ferrara. In dessen Gefolge unternahm er eine Reise nach Frankreich, auf der er dem König Franz I. auffiel, welcher ihn mit dem Orden St. Michael auszeichnete und ihm erlaubte, die französischen Lilien in seinem Wappen zu führen. In der Folge vertrauten sich verschiedene hochgestellte Persönlichkeiten seinen ärztlichen Künsten an, darunter neben den Königen Franz I. und Henry VIII. die Päpste Paul III., Leo X., Clemens VIII. and Julius III.
Mit seinem Schirmherren, dem Prinzen Ercole II. und dessen Vater, dem Herzog Alphonso, deren uneingeschränktes Vertrauen er besaß, unternahm er in der Folge noch verschiedene weitere Reisen. Als Professor an der Universität von Ferrara lehrte er Naturphilosophie und absolvierte gleichzeitig ein Studium der Botanik. Einer seiner Schüler war Gabriele Falloppio. Zu Studienzwecken trug er eine für die Zeit ungewöhnlich umfangreiche Sammlung getrockneter Pflanzen zusammen und kultivierte in seinem Garten eine große Zahl seltener Kräuter.
Antonio Musa Brassavola starb im Jahr 1555 im Alter von 55 Jahren, allerdings sind sich die Chronisten auch über dieses Jahr und damit über das genaue Alter Brassavolas nicht einig, denn einige nennen das Jahr 1554 als sein Sterbedatum.

## Werk und Erfolge
Brassavola war ein großer Gelehrter seiner Zeit, der schon zu Lebzeiten auf hohe Anerkennung stieß. Er war ein Kenner der Schriften von Hippokrates und Galen, deren Werke er kenntnisreich kommentierte. Seine medizinische Praxis stützte sich vorwiegend auf pharmazeutische Erkenntnisse und er experimentierte erfolgreich mit verschiedenen Heilpflanzen, deren Einsatz in der Medizin er erforschte und festigte. Er war allerdings auch ein erfolgreicher Chirurg, der den ersten überlieferten und belegten Luftröhrenschnitt in der europäischen Medizin durchführte. Zu seinen Ehren benannte der schottische Botaniker Robert Brown im Jahr 1813 die Orchideen-Gattung Brassavola nach ihm. Dies ist wahrscheinlich, aber nicht ganz gesichert.

## Schriften (Auszug)
- Examen omnium simplicium medicamentorum, quorum in officinis usus est. Jean & François Frellon, Lyon, 1537
- Examen omnium syruporum, 1540
- In octo libros aphorismorum Hippocratis & Galeni commentaria & annotationes, 1541
- In libros de ratione victus in morbis acutis Hippocratis & Galeni commentaria & annotationes, 1546
- Examen omnium electuariorum, pulverum, et confectionum. Officina Erasmiana Vincentii Valgrisii, 1548
- Index refertissimus in omnes Galeni libros, 1556
- Examen omnium catapotiorum vel pilularum, quarum apud pharmacopolas usus est, 1556
- Ars Componendorum medicamentorum externorum, 1577